# Székesfehérvár
Székesfehérvár [ˈseːkɛʃfɛheːrvaːr], anhörenⓘ (abgekürzt auch Fehérvár, deutsch Stuhlweißenburg) ist eine Stadt in Ungarn mit Komitatsrecht und der Komitatssitz des Komitats Fejér. Sie hat rund 100.000 Einwohner und wird in Ungarn auch „Stadt der Könige“ genannt, da sie im Mittelalter neben Buda die Krönungsstadt der ungarischen Könige war.

## Geschichte

### Name
Der ungarische Name Székesfehérvár ist zusammengesetzt aus Szék „Stuhl“ und Fehérvár („weiße Burg“) und wird in der Alltagssprache häufig verkürzt zu Fehérvár. Stuhl bezeichnet den Herrschersitz. Der Name der Stadt in anderen Sprachen wird häufig durch wörtliche oder teilweise Übersetzung des ungarischen Namens gebildet (deutsch Stuhlweißenburg, lateinisch Alba Regalis oder Alba Regia, slowakisch Stoličný Belehrad, serbisch-kyrillisch Столни Београд und Stolni Beograd, kroatisch Stolni Biograd, slowenisch Stolni Belograd, tschechisch Stoličný Bělehrad, polnisch Białogród Stołeczny oder Białogród Królewski, türkisch İstolni Belgrad usw.).

### Frühgeschichte
Im Gebiet der Stadt finden sich schon seit der Neusteinzeit (5. Jahrtausend v. Chr.) Spuren menschlicher Besiedlung. Gräberfelder datieren auch aus der Awarenzeit (9. Jahrhundert n. Chr.).
Die Siedlung und spätere Stadt, zwischen Platten- und Velencer See gelegen, war von jeher ein Knotenpunkt wichtiger Handelswege. In dem Gebiet führten Handelswege durch das Tal des Gebiets Mór und das Gebiet um Veszprém nach Südosten auf die Balkanhalbinsel, nach Nordosten zu einer Donauüberfahrtstelle (dem heutigen Budapest) und am Ufer des Plattensees entlang in Richtung Italien.
Székesfehérvár ist auch heute ein Knotenpunkt Transdanubiens sowohl für den Eisenbahn- als auch den Straßenverkehr.

### Mittelalter

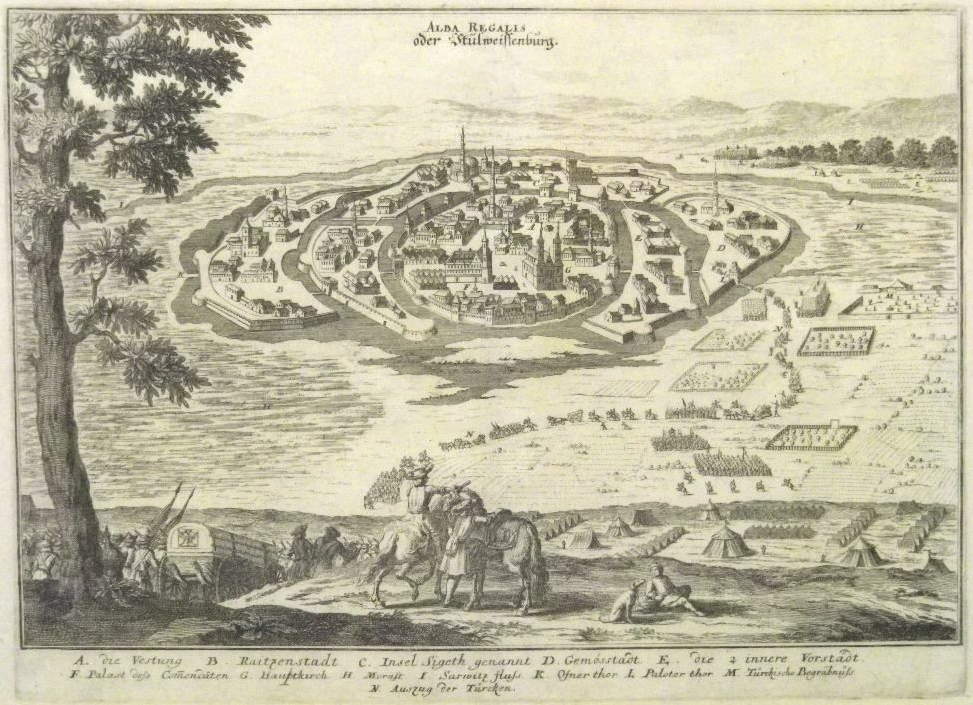
Székesfehérvár 1601 nach der vorübergehenden christlichen Rückeroberung; G. Hauptkirch: die Stephansbasilika

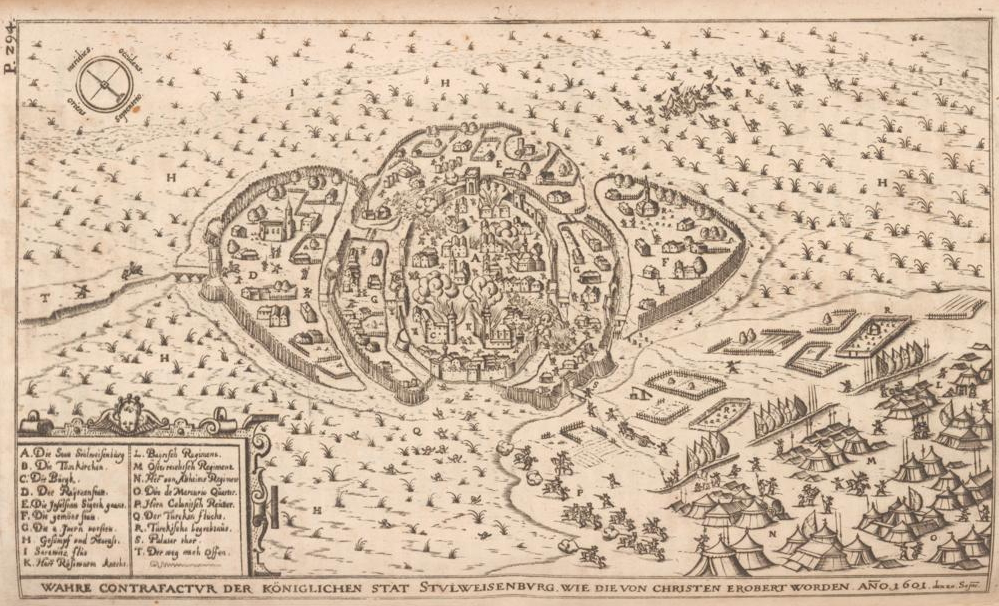
Die christlicher Rückeroberung der Stadt mit Bränden und zerstörter Basilika

Der Vorläufer der heutigen Stadt wurde von den Magyaren zur Zeit der Landnahme gegründet. Im Jahre 970 wurde die Stadt von Fürst Géza zur ersten ungarischen Hauptstadt erhoben. Nach 972 erbauten sie eine winzige Burg aus Stein, innerhalb dieser den Fürstenpalast und eine Kirche. Sein Sohn Stephan I. (erster König von Ungarn, 1083 heiliggesprochen) erhob die Siedlung zur Stadt und zum weltlichen Sitz seines Königtums, es entwickelte sich die frühe Stadt mit einer großen Basilika (1003–1038). Hier wurden die Schatzkammer, das Landesarchiv und die Hoheitszeichen des Landes aufbewahrt. Die Stadt gehörte zu den zeitweise wechselnden Orten, in die der ungarische Landtag einberufen wurde. Bis 1526 wurden 43 ungarische Könige in der königlichen Basilika gekrönt und bis 1540 fünfzehn von ihnen hier bestattet, darunter auch Stephan I. Geistliches Zentrum des Landes aber war der Sitz des Erzbischofs zu Gran (Esztergom).
Im 11. Jahrhundert war die Stadt eine wichtige Station bei Wallfahrten ins Heilige Land. Im Laufe des Mittelalters entwickelte sie sich immer weiter; auf den sich aus den Sümpfen erhebenden Hügeln entstanden die Vorstädte. Dort siedelten sich Mönchsorden, Handwerker und Händler an. 1222 war die Stadt Schauplatz eines Ereignisses von besonderer Bedeutung. König Andreas II. erließ die sogenannte Goldene Bulle, die erste Verfassung des Landes, die die Privilegien aller Adligen und die Pflichten des Königs ihnen gegenüber bestimmte.
Im Frühling 1242 wurde die Stadt von den Mongolen angegriffen, die in ganz Ungarn eingefallen waren. Die plötzliche Schneeschmelze schützte die von einem Sumpfgebiet umgebene Stadt vor dem Einfall der mongolischen Reiter, da diese nicht bis zu den Mauern der Stadt vordringen konnten.
Nachdem der ungarische Landtag zum ersten Mal 1298 nach Buda zusammengerufen worden war, wurde dieses ab 1361 zur ungarischen Hauptstadt. Székesfehérvár blühte aber zunächst weiter. In den Urkunden aus dem 13. bis 15. Jahrhundert ist eine Reihe von Palastbauten erwähnt. Das Gesicht der Stadt, die im Mittelalter eine Blütezeit erlebte, wurde ab etwa 1490 in zahlreichen Stichen verewigt.

### 16./17. Jahrhundert

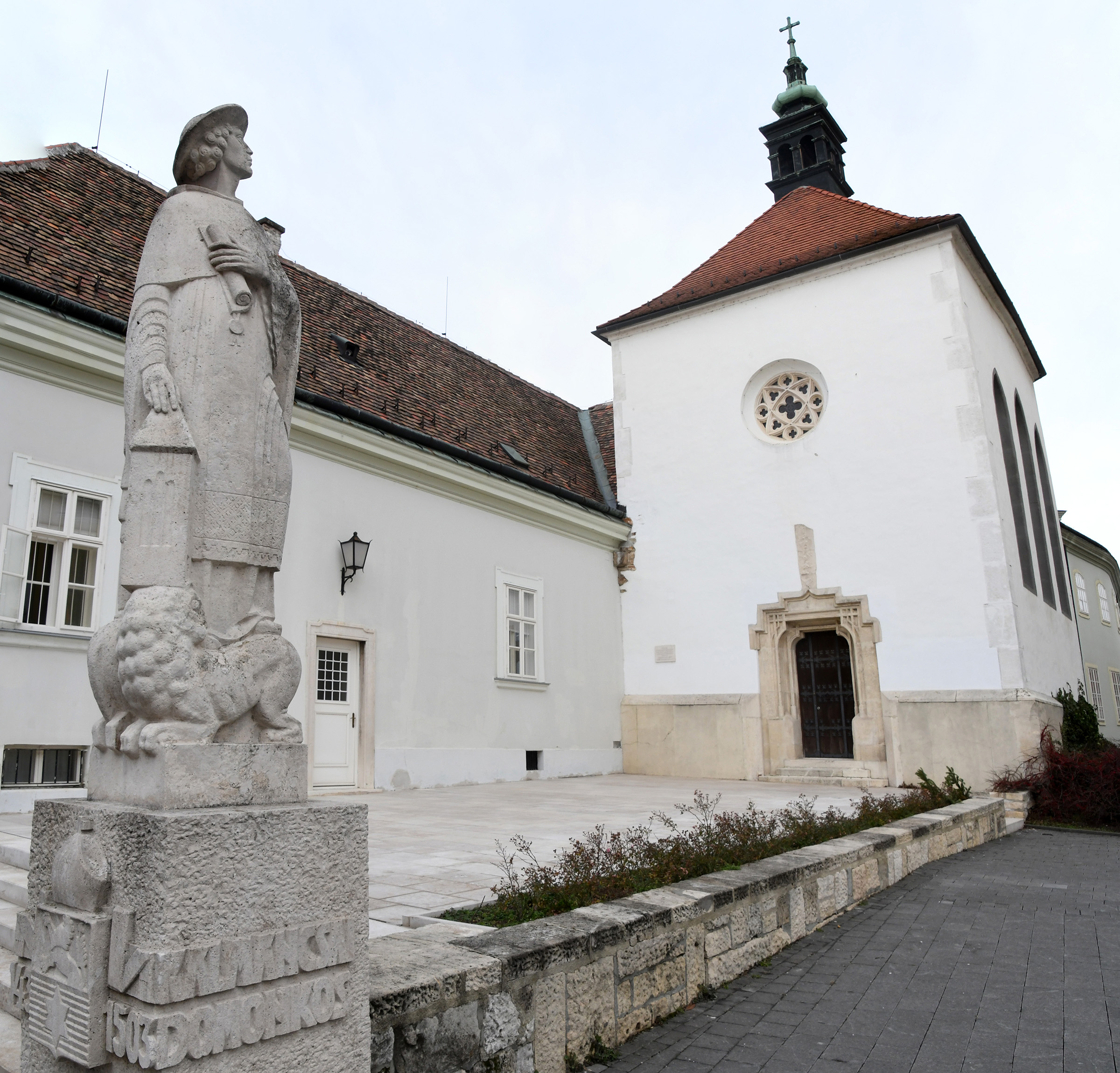
St.-Anna-Kapelle

1526 wurde Ungarn durch die Eroberungsbestrebungen des Osmanischen Reiches in seiner Existenz bedroht. Bei der Schlacht bei Mohács fielen 20.000 Angehörige des Adels und des Klerus. Auch König Ludwig II. fand auf dem Schlachtfeld den Tod. 1541 wurde Buda von den Osmanen erobert, 1543 fiel auch Székesfehérvár. Mit dem Tode Ludwigs kamen die ungarische Krone und damit die nördlichen und westlichen Restgebiete des Reiches an die Habsburger. Hauptstadt des habsburgischen Rest-Ungarn war Pozsony (Pressburg/Bratislava).
Székesfehérvár war nun bis 1688 eine osmanische Grenzfestung, mit Ausnahme des Jahres 1601, als die Stadt vorübergehend zurückerobert wurde. Der größte Teil der Stadtbevölkerung flüchtete, viele Gebäude wurden zerstört, das städtische Leben kam weitgehend zum Erliegen. Die osmanische Besatzungsmacht ließ nur wenige Gebäude errichten. Die königliche Basilika, die von den Osmanen samt den königlichen Gräbern geplündert worden war und danach als Lager für Schießpulver verwendet wurde, explodierte in den Wirren des Jahres 1601.

### 18./19. Jahrhundert

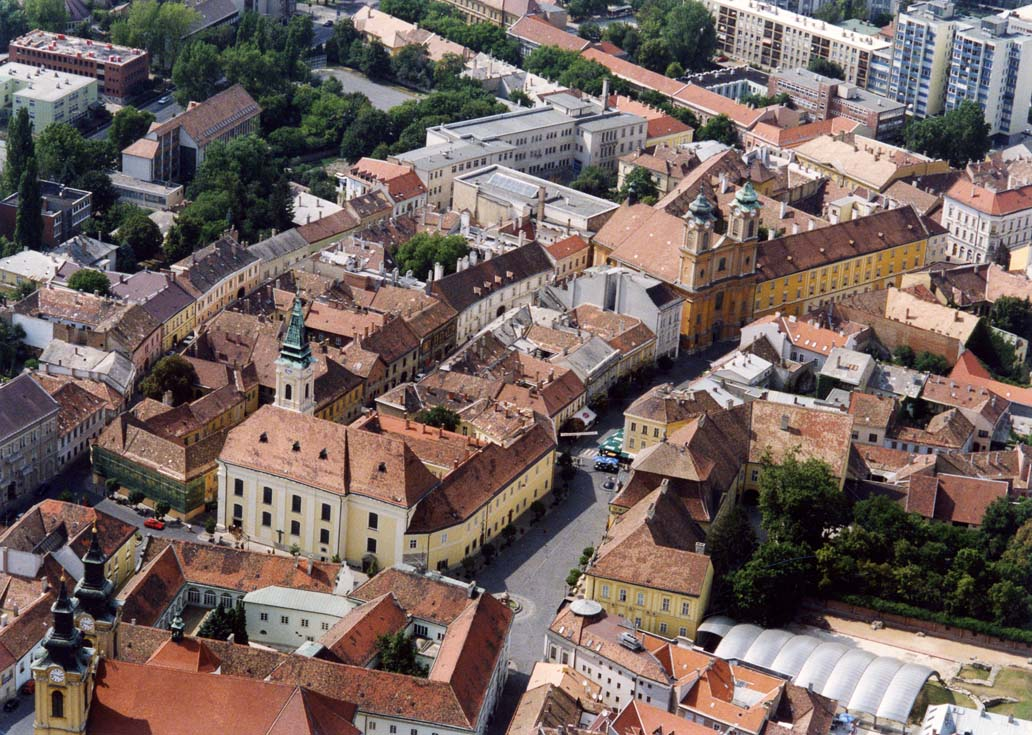
Városház tér (Rathausplatz), Kirchen Szent Imre (links) und Szent János

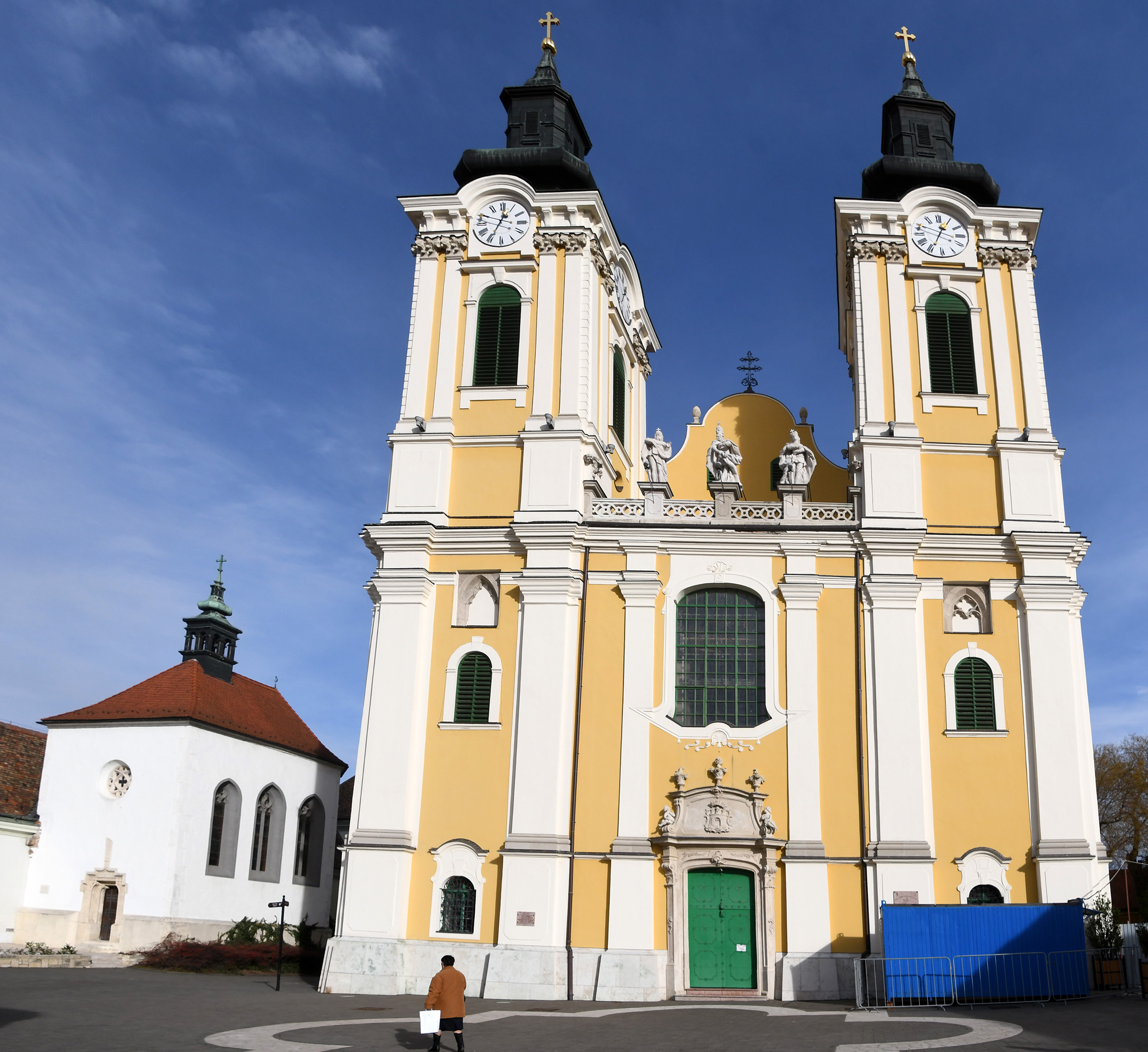
Die neue Kathedrale St. Stephan

1688 wurden die Osmanen endgültig aus Székesfehérvár vertrieben. Ab dem Anfang des 18. Jahrhunderts erlebte die Stadt eine neue Blüte. Zu den örtlichen ungarischen und serbischen Einwohnern kamen deutsche und mährische Siedler. 1703 erhielt die Stadt den Rang einer königlichen Freistadt zurück; sie war aber nicht mehr Hauptstadt des Landes. Die Landtage fanden bis ins 19. Jahrhundert weiterhin in Pressburg statt, wo auch die habsburgischen Könige gekrönt wurden, die ihren Sitz für alle ihre Länder in Wien hatten. Mitte des 18. Jahrhunderts begannen größere Bautätigkeiten: z. B. das Ordenshaus und die Kirche der Franziskaner (OFM), die kirchlichen Bauten der Jesuiten. Öffentliche Gebäude, Barockpaläste und Bürgerhäuser wurden errichtet. Der Entwicklung der Stadt ist auf den Bildern aus den Jahren 1720 bis 1870 gut zu verfolgen. 1777 wurde das katholische Bistum Stuhlweißenburg gegründet.
Nach der Befreiung von der osmanischen Herrschaft waren überwiegend Zuwanderer aus Süddeutschland in die weitgehend entvölkerte Stadt gezogen. Unter dem Einfluss der Reformbestrebungen Anfang des 19. Jahrhunderts magyarisierten die Bürger sich allmählich. Am 15. März 1848 schlossen sich die Bürgerschaft und die Jugend der Revolution an. Nach der Niederschlagung der Revolution und des darauffolgenden Freiheitskrieges wurde Székesfehérvár im Schatten des mittlerweile stark wachsenden Budapest eine kaum industrialisierte Agrarstadt.

### 20. Jahrhundert
Nach dem Friedensvertrag von Trianon 1920 erlebte die Stadt in der Zwischenkriegszeit eine Periode des Aufschwungs.
1922 wurde in Székesfehérvár eine Großfunkstelle errichtet, die über zwei je 152 Meter hohe abgespannte Stahlfachwerkmaste verfügte und den Lang- und Kurzwellenfunk diente. Die großen Masten wurden 2009 abgerissen.
Vom 30. November 1944 bis zum 2. Januar 1945 fand die Erste Schlacht um Stuhlweißenburg statt und vom 7./8.(?) Januar bis zum 24. Februar 1945 die zweite.
Die 1945 noch 35.000 Einwohner zählende Stadt wuchs bis zum Ende der 1970er Jahre auf 100.000 an. Es entstanden neue Wohnsiedlungen; aber die Innenstadt bewahrte ihren Barockcharakter, und die Gebäude blieben als Kunstdenkmäler erhalten. Die bedeutendsten Barockbauten sind der Dom (Kathedrale St. Stephan), das bischöfliche Palais und das Rathaus. Ein bekanntes neueres Bauwerk am Rande der Stadt ist die „Bory-Burg“ (Bory-vár), ein vom Künstler Jenő Bory (1879–1959) in jahrzehntelanger Arbeit errichtetes siebentürmiges Privatschloss, das heute als Museum fungiert.

Am 18. August 1951 ereignete sich bei Székesfehérvár ein schwerer Eisenbahnunfall, bei dem mehr als 150 Menschen starben. 

### 21. Jahrhundert
Bei einer Flugshow am 10. September 2023 stürzte ein Flugzeug des Typs Trojan T-28 ab. Beide Insassen, der pilotierende Vater (67) und sein Sohn, starben, am Boden wurden drei Personen verletzt.

## Sehenswürdigkeiten
Im Laufe der archäologischen Forschungen der vergangenen Jahrzehnte wurden die mittelalterlichen Überreste freigelegt, die fortdauernd restauriert und ausgestellt werden. Im „Ruinengarten“ finden sich unter anderem die Reste der romanischen Basilika und des Mausoleums von König Stephan I. aus dem 11. Jahrhundert und die Reste der spätgotischen Annakapelle aus der Zeit um 1470. Sehenswert ist die Kathedrale von Székesfehérvár, welche die 1601 zerstörte Basilika von Székesfehérvár ersetzte.

## Partnerstädte
Székesfehérvár listet folgende fünfzehn Partnerstädte auf:
| Stadt            | Land                   | seit  |
| ---------------- | ---------------------- | ----- |
| Alba Iulia       | Rumänien               | 1990  |
| Banská Štiavnica | Slowakei               | 2008  |
| Birmingham       | Vereinigte Staaten     | 1997  |
| Blagoewgrad      | Bulgarien              | 1978  |
| Bratislava       | Slowakei               | 1985  |
| Changchun        | Volksrepublik China    | 2010  |
| Cento            | Italien                | 1998  |
| Chorley          | Vereinigtes Königreich | 1992  |
| Erdenet          | Mongolei               | 2008  |
| İzmit            | Türkei                 | 2008  |
| Kemi             | Finnland               | 1957  |
| Luhansk          | Ukraine                | 1978  |
| Luxor            | Ägypten                | [ 7 ] |
| Miercurea Ciuc   | Rumänien               | 2011  |
| Opole            | Polen                  | 1958  |
| Schwäbisch Gmünd | Deutschland            | 1991  |
| Weißenburg       | Deutschland            | 1972  |
| Zadar            | Kroatien               | 1997  |

## Wirtschaft
Ab Mitte des 20. Jahrhunderts setzte sich die aggressive Industrialisierung fort. Unter anderem wurden ein Aluminiumwalzwerk und eine Motorradfabrik errichtet. Der Computerhersteller IBM gründete hier ein Festplattenwerk, welches gegen Ende 2002 stillgelegt wurde. Auf dem Areal ist heute Denso, ein Automobilzulieferer, ansässig.
Wichtige Arbeitgeber sind heute z. B. die Videoton-Gruppe oder die Harman International Group.
Ein Wirtschaftsfaktor ist auch das Militär. Hier befindet sich unter anderem das Hauptquartier der Multinational Division Centre der NATO.

## Verkehr
Székesfehérvár ist ein wichtiger Verkehrsknoten.

### Schienenverkehr

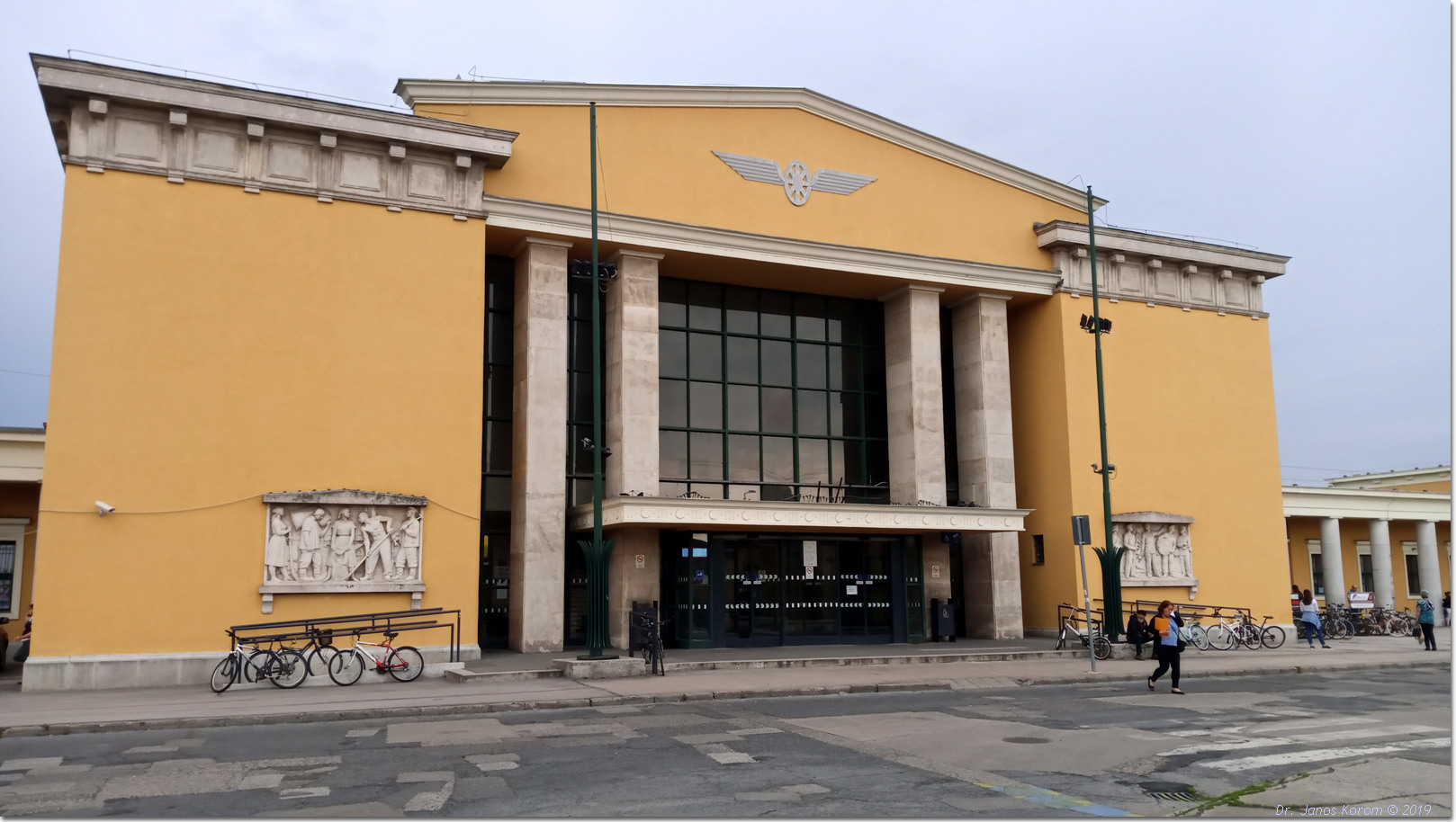
Bahnhof Székesfehérvár

Der Bahnhof Székesfehérvár ist ein wichtiger ungarischer Eisenbahnknoten an der internationalen Bahnstrecke Pragersko–Budapest und der hier beginnenden Strecken nach Komárom, Celldömölk, Pusztaszabolcs und ehemals Bicske. Im Fernverkehr bestehen InterCity-Verbindungen nach Budapest, Zagreb, Szombathely und Keszthely.

### Straßenverkehr
Die Autobahn M7 (von Budapest nach Letenye an der südwestlichen Staatsgrenze mit Fortsetzungen in Kroatien und Slowenien) berührt Székesfehérvár, ebenso die parallel dazu verlaufende Hauptstraße 7. Weiters ist die Stadt Ausgangspunkt der Hauptstraßen 8 nach Szentgotthárd mit Fortsetzung in Österreich, 81 nach Győr, 811 nach Felcsút, 62 nach Dunaújváros und 63 nach Szekszárd.

### Flugverkehr
Etwa 9 km südöstlich befindet sich der Flugplatz Börgönd.

## Sport
- Alba Volán Székesfehérvár, Eishockeyverein, der an der österreichischen Liga teilnimmt.
- Fehérvár FC, Fußballverein der 1. ungarischen Liga, der 2011 erstmals ungarischer Meister wurde.
- Fehérvár Enthroners, American-Football-Team, ungarischer Meister 2019 und 2022, spielt seit 2023 in der European League of Football.

## Söhne und Töchter der Stadt
- Paul Karádi (1523–1590), Buchdrucker und Vertreter des radikal-reformatorischen Unitarismus
- Miklós Ybl (1814–1891), Architekt
- Antal Günther (1847–1920), Politiker, Journalist und Justizminister
- Ignaz Goldziher (1850–1921), Orientalist
- Gaszton Gaál (1868–1932), Großgrundbesitzer, Politiker und Ornithologe
- Hugo Heller (1870–1923), Buchhändler, Journalist, Verleger und Inhaber einer Konzertdirektion
- Jenő Bory (1879–1959), Bildhauer, Architekt und Hochschullehrer; Errichter der Bory-vár
- Cornelius Lanczos (1893–1974), Physiker
- Anna Rothziegel (1894–1979), Kunsthandwerkerin und Textilkünstlerin
- József Szendi (1921–2017), Alterzbischof von Veszprém
- George Lang (1924–2011), ungarisch-US-amerikanischer Gastronom
- István Deák (1926–2023), Historiker
- László Schwalm (1927–1998), Kunstmaler und Bildhauer, Schüler von Jenő Bory
- Tamás Deák (1928–2024), Komponist, Trompeter und Leiter einer eigenen Big Band
- József Ács (1931–2023), Bildhauer und Medailleur
- Martha Eibl (1931–2023), Medizinerin
- Denis Farkasfalvy (1936–2020), Zisterzienserabt, Autor und Übersetzer
- Béla Weissbach (* 1944), Jazz- und Unterhaltungsmusiker
- Lajos Kü (* 1948), Fußballspieler
- Lajos Rácz (* 1952), Ringer
- Lajos Ódor (* 1963), Ruderer
- Viktor Orbán (* 1963), Politiker
- Lőrinc Mészáros (* 1966), Bau- und Medienunternehmer
- Viktor Horváth (* 1978), Moderner Fünfkämpfer
- Lazlo Nagy (* 1981), Handballspieler
- Gabriella Szűcs (* 1988), Wasserballspielerin
- Gábor Borsos (* 1991), Tennisspieler
- Zsolt Nagy (* 1993), Fußballspieler
- Zsanett Lakatos (* 1994), Kanutin
- Bence Venyercsán (* 1996), Leichtathlet
- Bendegúz Bolla (* 1999), Fußballspieler
- Dominik Szoboszlai (* 2000), Fußballspieler
- Milán Horváth (* 2001), Eishockeyspieler

## Ehrenbürger
- Reinhard Kuhnert (* 1939), deutscher Sprachdidaktiker, Professor, ehemaliger Rektor der Pädagogischen Hochschule Schwäbisch Gmünd sowie Hochschulpolitiker und Kommunalpolitiker
- Richard Arnold (* 1959), deutscher Politiker, Oberbürgermeister von Schwäbisch Gmünd[8]

## Galerie

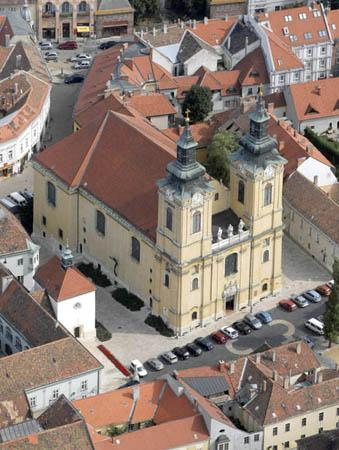
Neue Stephans-Kathedrale
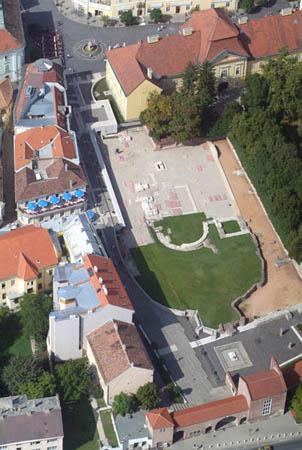
Ruinen der alten Stephansbasilika
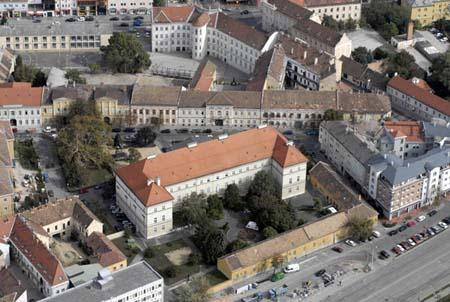
Verwaltung des Komitats Fejér
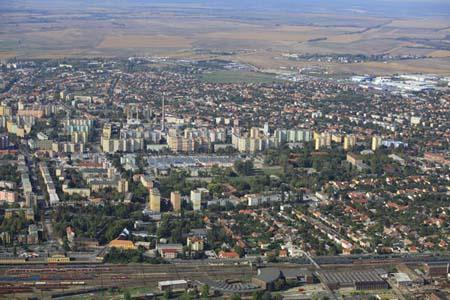
Nordöstliche Vorstädte
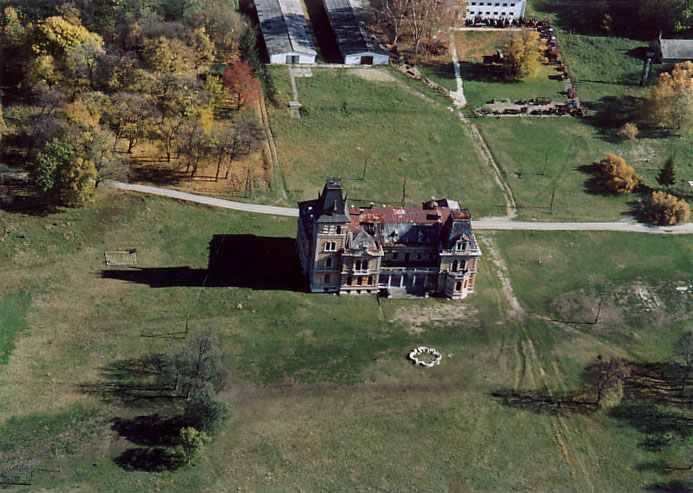
Csalapuszta-Palast